# Texena
Texena ou Teoxena (Theoxena), foi uma princesa egípcia, última esposa de Agátocles de Siracusa, mãe de pelo menos 2 filhos dele. 
Os textos antigos não trazem nenhuma informação sobre quem seriam seus pais, e historiadores modernos especulam que ela poderia ser filha de Ptolemeu I Sóter, ou filha de Berenice I com seu primeiro marido Filipe, ou filha de Menelau, irmão de Ptolemeu I Sóter.
Texena se casou com Agátocles de Siracusa em 300 d.C, para firmar um acordo diplomático entre o Egito e a Sicília. Agátocles morreu e 283 a.C, provavelmente de causas naturais.
Texena foi a terceira e ultima esposa de Agátocles de Siracusa. Quando o neto de Agátocles, Arcágato, filho de Arcágato, matou um filho de Agátocles (que seria seu sucessor), Agátocles enviou Texena de volta ao Egito, sua terra natal, com seus dois filhos menores.
F. W. Walbank, em Commentaries on Polybius II, sugere que Agátocles e sua irmã Agatocleia, respectivamente 1º ministro e amante de Ptolomeu IV, seriam descendentes de Texena. 